# Overseer of the Poor
Der Overseer of the Poor (deutsch Beaufsichtiger der Armen) war ein im elisabethanischen England und Wales geschaffenes Amt, das die Verteilung von Gütern und Unterkünften an Arme und deren Beaufsichtigung zur Aufgabe hatte. Es wurde 1597 mit dem Act for the Relief of the Poor eingeführt und bestand bis zum Poor Law Amendment Act 1834.

## Aufgaben
Das Amt des Overseer of the Poor wurde zunächst ohne konkrete Beschreibung seiner Aufgaben eingeführt. Dies änderte sich erst 1601, als die Bestimmungen bezüglich dieses Amtes präzisiert wurden: Jede Gemeinde wurde verpflichtet, jährlich zu Ostern zwei Overseer durch den Kirchenvorsteher (Churchwarden) zu ernennen. Das Amt war unbezahlt und dem Friedensrichter (Justice of the peace) unterstellt.
Die Bestimmungen sahen vor, dass der Overseer den Armengeld-Satz für ihre Gemeinde errechnen und festlegen sollten. Die dafür notwendigen Mittel hatten sie anschließend von vermögenden Bürgern einzutreiben und entweder in Naturalien oder in Form von Geld an die Bedürftigen auszuzahlen. Gleichzeitig unterstand den Overseers die Aufsicht über das Armenhaus der Gemeinde.
Dabei wurde zwischen Indoor und Outdoor Relief unterschieden: Bei ersterem suchte der Overseer die Bedürftigen in deren eigenem Zuhause auf, bei letzterem kamen die Armen zum Armenhaus, um sich ihre Rationen dort abzuholen.
Der Overseer of the Poor wurde mit dem Poor Law Amendment Act von 1834 abgeschafft und durch die Boards of Guardians ersetzt. in einigen Gemeinden bestand das Amt jedoch fort, allerdings vorrangig um die Armengelder von Vermögenden einzusammeln.

## Verweise